# کاسترنوئبو د اسگبا
کاسترنوئبو د اسگبا (به اسپانیایی: Castronuevo de Esgueva) یک شهرستان در اسپانیا است که در استان وایادولید واقع شده‌است.